# Taeniophyllum cochleare
Taeniophyllum cochleare är en orkidéart som beskrevs av Rudolf Schlechter. Taeniophyllum cochleare ingår i släktet Taeniophyllum och familjen orkidéer. Inga underarter finns listade i Catalogue of Life.